# Серна, Родриго де ла
Родриго де ла Серна (исп. Rodrigo de la Serna; род. 18 апреля 1976, Буэнос-Айрес) — аргентинский актёр.

## Биография и карьера
Карьеру актёра начал в 1997 году со съёмки в сериале «Полтора апельсина».

## Фильмография

### В кино
- 1999: «Всё та же любовь, всё тот же дождь».
- 2000: «Nueces para el amor».
- 2000: «Gallito ciego».
- 2004: «Че Гевара: Дневники мотоциклиста».
- 2006: «История одного побега».
- 2009: «Тетро».
- 2016: «Сто лет прощения».
- 2016: 《1+1. Нарушая правила》

### На телевидении
- 1995: «Cybersix».
- 1997: Son o se hacen.
- 1997: «Полтора апельсина» (телесериал).
- 1997: «Naranja y media».
- 1999: «Vulnerables».
- 1999—2000: «Campeones de la vida» (телесериал).
- 2000: «Nueces para el amor».
- 2000: «Okupas».
- 2000: «Calientes».
- 2000: «Tiempo Final»: эпизоды «Huésped» и «Broma pesada».
- 2000: «Пятеро друзей».
- 2003: «Чёрное солнце».
- 2005: «Botines» (телесериал).
- 2006: «Hermanos y detectives».
- 2009: «MDQ Para todo el Mundo».
- 2009: «El torcan».
- 2019: «Бумажный дом»

## Награды и номинации
- Обладатель премии Независимый дух в номинации Лучший дебют за фильм «Че Гевара: Дневники мотоциклиста» в 2004 году[1].
- Номинант премии BAFTA в номинации Лучшая мужская роль второго плана за фильм «Че Гевара: Дневники мотоциклиста» в 2004 году[2].
- Номинант премии Гойя в номинации Лучший мужской актёрский дебют за фильм «Сто лет прощения» в 2017 году[3].